# Ligamento coracoclavicular
El ligamento coracoclavicular une la clavícula con la apófisis coracoides de la escápula. Se divide en dos porciones, que son el ligamento conoide y el ligamento trapezoide.

## Ligamento trapezoide
El ligamento trapezoide se dispone en posición anterior y externa respecto al ligamento conoide. Se inserta en la apófisis coracoides y en la clavícula, encontrándose su zona central de inserción a unos 25 mm del extremo externo de la clavícula.

## Ligamento conoide
Se encuentra en situación posterior y medial en relación con el ligamento trapezoide, uniendo al igual que este la apófisis coracoides de la escápula a la clavícula. Tiene forma triangular y es de menor grosor que el ligamento trapezoide.

## Función
Impiden movimientos opuestos de la escápula en relación con la clavícula. El ligamento conoide imposibilita el movimiento hacia delante de la escápula, mientras que el trapezoide realiza una función inversa, evitando el movimiento hacia atrás de la escápula en relación con la clavícula. El desgarro de estos ligamentos facilita la aparición de una dislocación acromioclavicular.